# Secessionisme lingüístic
El secessionisme lingüístic és una actitud que vol separar una varietat lingüística de la llengua a la qual pertany normalment, per tal de fer considerar aquesta varietat com una llengua distinta. És la sociolingüística catalana la que ha començat d'analitzar aquest fenomen però es pot constatar en altres parts del món.

## Els casos del català i l'occità

### Característiques comunes
En l'espai occitanocatalà, el secessionisme lingüístic és un fenomen bastant recent, el qual sols s'ha desenvolupat des dels anys 1970. Es caracteritza pels trets següents:
- Un rebuig no assumit del desenvolupament del català i de l'occità, com a llengües normals de comunicació en la societat. Potser això és el motiu principal que explica el secessionisme lingüístic en llengües subordinades com ara el català i l'occità. Així, el secessionisme lingüístic representa de fet una incapacitat d'invertir la diglòssia i la substitució lingüística. Simultàniament s'acompanya d'una ideologia que idealitza la coexistència de la llengua subordinada (una varietat de català o d'occità) amb la llengua dominant (espanyol, francès, italià), negant o minimitzant així el conflicte lingüístic. Estigmatitza com a principal enemic, no pas la llengua objectivament dominant (espanyol, francès, italià), sinó la seva pròpia llengua (català, occità), de la qual pretén separar una varietat regional.
- Una ruptura i una contradicció amb les tradicions dels moviments renaixentistes català i occità, que afirmen la unitat del català i de l'occità des del segle xix.
- Una ignorància (sovint voluntària) de la recerca en lingüística romànica, que afirma la unitat del català i de l'occità.[3]
- Crispacions identitàries sobre els dialectes que volen considerar com a llengües a part.
- Una absència d'èxit (o bé una posició molt marginal) en la recerca científica en lingüística.[4]
- Un lobbying actiu vers els medis polítics regionals.
- L'adhesió a una grafia o a una prescripció que romp la unitat lingüística i que exagera les particularitats dialectals.

### En el català
En el català hi ha tres casos:
- El secessionisme lingüístic valencià, o blaverisme, apareix a finals dels 70, durant la transició democràtica. Se sosté per certs sectors culturals i polítics conservadors de la societat valenciana, els quals són considerats "post-franquistes" pels partidaris de la unitat del català, mentre que aquests últims són considerats imperialistes moderns. L'impacte en la població és matisat: la majoria de valencians anomenen "valencià" la seva llengua, però estan dividits sobre la qüestió de la unitat de la llengua catalana; alguns admeten que "valencià" és un altre nom possible pel "català" i altres afirmen que el "valencià" és una llengua distinta del "català". L'impacte del blaverisme és nul en la comunitat científica dels lingüistes, però sí que va impactar en la política valenciana de la transició imposant una ideologia a l'Estatut valencià que encara avui dia perdura, però en un grau marginal degut a la presència de l'Acadèmia Valenciana de la Llengua. Els "blavers" escriuen el valencià seguint normatives no oficials com les anomenades "normes del Puig" i segueixen els decrets de la Real Acadèmia de Cultura Valenciana, mentre que els partidaris de la unitat i les institucions oficials accepten les normes oficials (normes de Castelló, de l'IEC i de l'AVL).
- El secessionisme lingüístic balear, bastant marginal, se sosté per certs grups culturals i polítics prou desorganitzats i febles. Està vinculat a una forta càrrega catalanofòbica però no s'ha de confondre amb la tendència històrica sociolingüística, més estesa i millor estructurada, anomenada Gonellisme, que admet la unitat de la llengua però insisteix en la defensa de les varietats balears, essent crítics amb el model estàndard que -segons ells- privilegia el parlar barceloní del Principat. Els seus fonaments són el mateix Estatut d'Autonomia de les Illes Balears i una Carta-Manifest de l'estiu del 1972 signada per un tal Pep Gonella, entre altres fonts d'inspiració tant anteriors com posteriors (Neogonellisme o Gonellisme Il·lustrat).
- El secessionisme lingüístic a la Franja de Ponent (zona catalanoparlant de l'Aragó) és bastant marginal i ha aparegut recentment. És sostingut per grups lligats amb moviments que refusen la presència de la llengua catalana a l'Aragó.

### En l'occità
En l'occità, hi ha tres casos:
- El secessionisme lingüístic alvernès és sostingut des dels anys 1970 per Piare Bonaud, que ha fundat la norma bonaudiana, el "Cercle Terre d'Alvèrnia" i la revista Bisa Nèira (Bïzà Neirà). L'impacte en la població és negligible. El medi cultural alvernès està dividit entre la visió unitària de l'occità (partidaris de la norma clàssica) i el secessionisme (partidaris de la norma bonaudiana).
- El secessionisme lingüístic provençal ha aparegut els anys 1970 amb Loís Baile i està reactivat des dels anys 1990 per Felip Blanchet i per grups com ara l'"Union Provençala" ("Unioun Prouvençalo") o el "Collectiu Provença" ("Couleitiéu Prouvènço"). Aquest secessionisme reivindica la norma mistralenca (però no és representatiu del conjunt dels usuaris de la norma mistralenca, que són tradicionalment partidaris de la unitat de l'occità). L'impacte en la població és feble. El medi cultural provençal està dividit entre la visió unitària de la llengua (amb partidaris tant de la norma mistralenca com de la norma clàssica) i el secessionisme (sols amb partidaris de la norma mistralenca). El Consell Regional de Provença-Alps-Costa Blava votà una resolució el 5 de desembre del 2003 que aprovava el principi de la unitat de l'"occità o llengua d'oc" i del fet que el provençal n'és una part.
- El secessionisme lingüístic gascó, sostingut des dels anys 1990 per Joan Lafita, que ha creat els anys 2000 un "Institut Bearnés e Gascon", té un impacte negligible en la població. El medi cultural gascó adhereix quasi unànimement a la visió unitària de la llengua. El secessionisme de Joan Lafita proposa dos sistemes gràfics originals, un desviament antinormatiu de la norma clàssica i un desviament antinormatiu de la norma mistralenca (més exactament, es tracta d'un desviament de la "grafia febusiana", que és la versió gascona de la norma mistralenca). En la Vall d'Aran, el gascó és definit oficialment com una varietat de l'occità. L'estatut d'Aran del 1990 presenta el gascó aranès com "L'aranès, varietat de la llengua occitana i pròpia d'Aran" Arxivat 2008-01-16 a Wayback Machine.. També l'Estatut d'autonomia de Catalunya reformat el 2006 ho confirma amb aquesta fórmula: "La llengua occitana, denominada aranès a l'Aran" Arxivat 2008-01-16 a Wayback Machine..

## En el romanès
El romanès és la llengua de l'Estat de Moldàvia tant com de l'Estat de Romania. Durant l'ocupació soviètica de Moldàvia, fins al 1989, el poder soviètic hi imposà l'alfabet ciríl·lic i pretengué que el "moldau" era una llengua distinta del romanès. Els lingüistes opinen que aquest secessionisme lingüístic no té cap validesa científica. La Moldàvia de la fi de l'era soviètica (a partir del 1989), i després la Moldàvia independent (des del 1991) anomenen "moldau" la llengua oficial, però aquest moldau (el romanès de Moldàvia) rep en la pràctica la mateixa codificació que el romanès de Romania (excepte qualques detalls menors). Això garanteix sòlidament la unitat de la llengua romanesa.
Hui, sols el poder autoproclamat de Transnístria (zona sota control rus, en secessió amb Moldàvia) torna a imposar l'alfabet ciríl·lic al romanès, que anomena "moldau" i que pretén de nou que seria una llengua distinta del romanès. En tot cas, el poder transnistrià privilegia el rus i frena el desenvolupament del romanès.

## En el serbocroat
Per a més detalls, vegeu serbocroat.
El serbocroat té una gran unitat estructural, reconeguda pels lingüistes especialitzats en les llengües eslaves. Però és parlat per poblacions que tenen consciències nacionals molt distintes: els croats, els bosnians ("musulmans") i els serbis. Així, des de l'esfondrament de Iugoslàvia el 1991, el serbocroat ha perdut la seva codificació unitària i el seu estatut de llengua oficial; ara està dividit entre tres llengües oficials que segueixen codificacions distintes: el croat, el bosnià i el serbi. En aquesta mateixa direcció i més recentment, també s'estan fent moviments envers una codificació diferenciada per al montenegrí.
Així, el sistema de base comuna, el serbocroat, continua existint en els fets, a través d'una estructura lingüística quasi intacta: és un diasistema o una llengua per distància. En canvi és cultivat a través de tres formes voluntàriament divergents, el croat, el bosnià i el serbi, que són llengües per elaboració.

## Comparacions
Els secessionismes lingüístics que nassegen en català, occità i romanès són minoritaris i no són consensuals. No aturen pas la dinàmica majoritària que fa que aquestes llengües guardin funcionaments prou unitaris.
Al contrari, el secessionisme lingüístic en serbocroat és un fenomen ara majoritari, consensual i fortament institucionalitzat. Això és el que autoritza de dir que aquest secessionisme lingüístic ha donat "llengües per elaboració" per a qualificar el croat, el bosnià i el serbi, ja que les elaboracions divergents s'han bé implantat en la pràctica general.